# 卡氏鰻鰍
卡氏鰻鰍為輻鰭魚綱合鰓目鰻鰍科卡氏鰻鰍屬的其中一種，該物種分布亞洲印度阿薩姆Garo丘陵的淡水水域，體長可達6.8公分，屬肉食性。